# السيدة داوتفاير (فلم)
السيدة داوتفاير (بالإنجليزية: Mrs. Doubtfire) هو فيلم كوميدي تم إنتاجه في الولايات المتحدة وصدر في سنة 1993. الفيلم من إخراج كريس كولومبوس.

## طاقم التمثيل
- روبن ويليامز
- سالي فيلد
- مارا ويلسون
- بيرس بروسنان

## القصة
ينفصل دانيال هيلارد عن زوجته وتحوز على حق حضانة الأطفال، فلا يجد من سبيل لرؤية أطفاله غير التنكر في شخصية مديرة منزل، فيعمل لدى العائلة متنكراً حتى يستطيع رؤية أطفاله والتقرب منهم، ويطلب من شقيقه فرانك الذي يعمل في فنون التجميل أن يساعده في تنكره لتحقيق مراده وأمنيته الوحيدة، ويقدم برنامج أطفال بنفس شخصية مدام (داوتفاير)، يشعر أطفاله مع الوقت بمدى قربهم من هذه السيدة مديرة المنزل الجديدة.

## الميزانية والإيرادات
بلغت تكلفة إنتاج الفيلم حوالي 25,000,000 دولار بينما حقق أرباحا تقدر بـ 441,286,195 دولار.

### ترشيحات وجوائز
| السنة | الحدث  | الفئة               | النتيجة |
| ----- | ------ | ------------------- | ------- |
|       | أوسكار | أفضل مستحضرات تجميل | فوز     |

## وصلات خارجية
- مقالات تستعمل روابط فنية بلا صلة مع ويكي بيانات

1. ↑  "معلومات عن السيدة داوتفاير (فيلم) على موقع kino-teatr.ua". kino-teatr.ua. مؤرشف من الأصل في 2011-11-14.
2. ↑  "معلومات عن السيدة داوتفاير (فيلم) على موقع antoniogenna.net". antoniogenna.net. مؤرشف من الأصل في 2016-03-29.
3. ↑  "معلومات عن السيدة داوتفاير (فيلم) على موقع bcdb.com". bcdb.com. مؤرشف من الأصل في 2023-06-18.